# Hope Dworaczyk
Hope Dworaczyk Smith (21 novembre 1984) è una modella statunitense, eletta come Playmate del mese di aprile 2009 e Playmate of the Year 2010 dalla rivista Playboy.